# Papež Urban VIII.
Papež Urban VIII. (rojen kot Maffeo Barberini), italijanski rimskokatoliški duhovnik, škof in kardinal, * 1568, Firence, Firenška vojvodina  † 29. julij 1644 Rim, Papeška država.
Papež je bil med letoma 1623 in 1644.

## Življenjepis

### Mladost in cerkvena pot
Maffeo Barberini je zagledal luč sveta v Florenci kot peti od šestih sinov. Datum rojstva je neznan, krščen pa je bil 5. aprila 1568 . Oče je bil bogat trgovec in florentinski plemič Antonio Barberini, mati pa Camilla Barbadoro. 
Rodom je bil iz Barberino Val d'Elsa v Toskani s priimkom Castellini;  izgleda pa, da so njegovi neposredni predniki spremenili izvirni priimek (po nekaterih je to bil Tafani =obadi) v Barberini (=Barberinski; najdemo tudi obliko Barberino); prav tako so zamenjali tri obade, prisotne na njihovem grbu, s tremi čebelami; po mnenju nekaterih so to bile ose, ter so torej zamenjali »struponosne ose z medonosnimi čebelami«  . 
Maffeo se je rodil v plemiški palači Barberinijevih na piazza Santa Croce. S tremi leti je postal sirota brez očeta, in mati ga je vzela s seboj v Rim, kjer je prevzel zanj skrb njegov stric, protonotar Francesco Barberini. S 16-timi leti ga je stric postavil za svojega dediča. Na stričev nasvet je študiral leposlovje na rimskem zavodu, ki so ga vodili jezuiti; na Pisanskem vseučilišču pa je doktoriral in utroque iure 1589. 
7. aprila 1586 je prejel tonzuro; 24. junija 1592 je bil posvečen v diakona, v duhovnika pa 24. septembra 1604. Pri srcu mu je bila latinska literatura, h kateri je prispeval izvirne pesmi, kakor tudi v pogovorni italijanščini in klasični grščini. Njegove latinske pesnitve je izdal za časa njegovega papeževanja v Florenci Clemente Ferroni pod naslovom Maphei Cardinalis Barberini poemata; druga izdaja je izšla v Rimu 1638.

### Cerkvene službe
1. 1. julij 1589: abreviator v Apostolski pisarni; istega leta je vstopil v Vrhovno sodišče apostolske signature kot referendarij (poročevalec);
2. 13. februar 1592: upravnik Fana;
3. 24. oktober 1593: protonotar;
4. marca 1597 vstopi v ožjo skupino osebnih papeževih služabnikov in postane klerik komornik (chierico di Camera);
5. januar 1598: v spremstvu kardinala Aldobrandinija imenovan za legata v ferrarskem poslaništvu (ki je delovalo 1598-1796);
6. Leta 1601 izredni nuncij v Francoskem kraljestvu;
7. 1603 je predsednik XIII. združbe (zadolžene za izgradnjo in vzdrževanje cest, mostov in vodovodov);
8. od 20. oktobra 1604 do 27. oktobra 1608 je bil naslovni nadškof Nazareta. Stoloval je v Barletti v Apuliji.[12]
9. 4. december 1604: imenovan za nuncija v Parizu; ta položaj je zasedal do leta 1606, ko se je vrnil v Rimsko kurijo.
10. 11. september 1606: povišan v kardinala. Škrlatni klobuk mu je del na glavo francoski kralj Henrik IV.; francoski kralji so imeli posebno pravico, da so deli kardinalski klobuk apostolskemu nunciju v Parizu. Ta pravica je prešla tudi na današnje predsednike Francoske republike.
11. 1607 imenovan za zavetnika Škotske;
12. 12. november 1607: postane kardinal duhovnik pri San Pietro in Montorio; 5. maj 1610: prejme kardinalski naslov pri Sant'Onofrio;
13. 27. oktobra 1608 je imenovan za nadškofa Spoleta; s tega položaja je odstopil 17. julija 1617.
14. 8. januarja 1610 ga je papež imenoval za prefekta Apostolske signature;
15. od 31. avgusta 1611 do 1614 je kardinal poslanec pri Veleposlaništvu v Bologni, ki je delovalo 1540-1796;

## Papež

### Konklave
Kljub dejstvu, da je Gregor XV. imenoval v kardinalski zbor lepo število škrlatnikov, so še vendarle prevladovali kardinali Pavla V., ki so bili izrečni frankoljubi. Kardinalov je bilo zdaj 67. Volitve so bile zelo zapletene, saj je bilo kar 15 kardinalov papabilis. Zato ne čudi, da so mesec dni po Gregorjevi smrti izvolili kot sporazumnega kandidata za papeža Maffea, ki je služboval svojčas v Parizu in svoje naklonjenosti do Francozov in do njihove politike – ki je bila večinoma v škodo Cerkve – pravzaprav nikoli ni prikrival.
Maffeo Barberini, ki si je nadel ime Urban VIII., je bil torej izvoljen za papeža 6. avgusta 1623 v Vatikanski palači, ko ga je še kuhala vročina; posvetil ga je 29. septembra kardinal protodiakon Alessandro d'Este. Posvečenje, kronanje in ustoličenje so odložili zaradi njegove bolezni malarije, ki ga je napadla že sredi dolgotrajnega konklava, med katerim je umrlo kar pet kardinalov in 40 njihovih sodelavcev. V konklavu, ki je trajal v hudi poletni vročini od 19. julija do 6. avgusta, je sodelovalo 55 kardinalov. Kardinal Montalto je zapustil konklave 3. avgusta, in tako je ostalo 54 kardinalov. Urbana so izvolili v 37. seji s 50-imi glasovi. Pred tem je Mellini prejel 22 glasov. - Lateransko baziliko je prevzel v posest 19. novembra. 
Pravijo, da je ta omikani pisatelj in pesnik – kardinal Maffeo, - ko so ga izvolili za papeža, dejal kiparju 
Berniniju: 
| Italijanski izvirnik | slovenski prevod |
| --- | --- |
| »Gran fortuna la vostra, o cavaliere, di vedere papa il cardinale Maffeo Barberino; ma assai maggiore é la nostra, che il cavalier Bernino viva nel nostro pontificato.« | »Imate veliko srečo, o vitez, da vidite kot papeža kardinala Maffea Barberina; toda veliko večja je naša, da vitez Bernini živi v našem pontifikatu. |

### Politika
Urban VIII. je bil star 55 let, ko so ga izvolili za papeža. Visok, mišičast, dostojanstvenega vedenja, brezmadežnega življenja, cela njegova preteklost – vse to ga je napravilo za vrednega najvišjega položaja. Nadaljeval je politiko svojih prednikov, ki so začeli opravila za okrepitev Papeške države, saj je cela Evropa odmevala od žvenketanja orožja. Na bolonjskem področju je zgradil Castel Franco; Angelski grad je oskrbel s strelnimi linami in živežem; v Tivoliju je dal postaviti orožarno; število papeške vojske je bistveno pomnožil in stalno vadil. K vsemu temu ni prosil nasveta škrlatnikov; če mu je kdo očital, je odvrnil, da se na te zadeva bolj razume kot vsi kardinali skupaj. 
V škripcih so bili tudi diplomati. Pri sprejemih je največ govoril on sam; poslance je sicer poslušal, vendar niso mogli ugotoviti, ali je na poročilo odgovoril pritrdilno ali nikalno. Zviti Benečani so izvrtali, da ljubi ugovarjanje; da bi dosegli cilj, so govorili prav nassprotno od svojih namenov, in so s tem uspeli pridobiti Urbana na svojo stran. 
Nedvomno pa je njegova protihabsburška politika ovirala katoliško obnovo. To pa ni bila čustvena politika, kot so nekateri napak tolmačili; Fraknói glede tega pravi: 
Papež Urban VIII. ni bil naklonjen politiki Ferdinanda II.; njegove zmage ni imel niti za želeno niti za možno. Preklinjal je tiste poskuse, ki so nameravali versko enotnost v Evropi doseči z močjo orožja. Poznavanje nauka preteklih časov in sedanjih okoliščin ga je prepričalo o tem, da v Severni Evropi vladajočega protestantizma ni mogoče več uničiti nasilno. Bal se je, da bo verska vojna, ki jo je sprožil Ferdinand II., ovekovečila sovražnosti med katoliškimi in protestantovskimi ljudstvi ter bo tako ovirala zbližanje skozi stoletja. V tem prepričanju ga je utrdil vsemogočni minister francoskega kralja Ludvika XIII. kardinal Richelieu, nedvomno najsposobnejši državnik svoje dobe. Njegova pisma in poslanci v Rimu so papeža stalno plašili, da vladoželjnost Habsburžanov ogroža evropsko ravnotežje in neodvisnost Svetega sedeža. Obenem mu je uspelo prepričati papeža, češ »da so orožja protestantskih zaveznikov uperjena le zoper avstrijsko hišo in ne zoper katoliško Cerkev; potemtakem Sveti sedež ni dolžan nuditi pomoči Ferdinandu.«
Le tako lahko razložimo, čemu je Urban VIII. razdrl načrte za poroke, ki jih je tako skrbno snoval Gregor XV. in ni pomagal Ferdinandu II. v vojskovanju proti švedskemu kralju Gustavu Adolfu,, vse dokler niso njegove tolpe vdrle v Italijo.
Dokazano je, da bolni papež zadnje desetletje ni mogel odločilno vplivati na dogajanja, ki so ustrezala ne toliko koristi Cerkve kot njegovim sorodnikom. Zadnja leta papeževanja mu je zagrenila zlasti osvajalna vojna za Castro (guerra di Castro 1641-1644), ki je sprožila veliko sovraštva in nezadovoljstva z Barberiniji, ki so ljudstvu naložili visoke davke in pristojbine, - ter je popolnoma izpraznila papeško blagajno. Nadaljevala se je še pod Urbanovim naslednikom Inocencem X. (1646-1649) – ter se končala z zavzetjem kneževine in popolnim porušenjem Castra. 

### Cerkvena uprava
1. V verskem smislu je Urbanov pontifikat sila pomemben. V začetku vladanja je določil štirideseturno češčenje pred Najsvetejšim za uspeh službe. Zakon o stalnem bivanju (rezidenca) je izvajal tako strogo, da se celo kardinali-škofje niso smeli oddaljiti s svojega sedeža, ne da bi poskrbeli za zameno ali namestnika.
2. Pri predelavi Brevirja je sodeloval osebno; himne v klasičnem metru so prispevali tudi najznamenitejši sodobni pesniki: Sarbiewski[20], Strada, Galuzzi, Petrucci… [21].
3. 1643 je izdal in potrdil ter obvezal k molitvi novi Brevir in Misal.
4. Urban VIII. je usmiljenim bratom obnovil 1624 privilegije beraškega (=ubožnega) reda.[22][23][24]
5. Prepovedal je 1639 suženjstvo med Indijanci v Braziliji, Paragvaju in Zahodni Indiji.[25]

### Zaljubljen v umetnost
On sam je porabil velikanske vsote denarja za polepšanje Rima in gradeč utrdbe v njem. Berniniju je zaupal dokončanje nove bazilike Svetega Petra, ki mu je dodal baldahin (nebo) nad glavnim oltarjem – ki ga je postavil z bronom, pobranim iz Panteonovega stebrišča (nadstebrja). Bron, ki je podpiral nosilce rimskega Panteona, je dal pretopiti v topove in druge obrambne naprave. Pravijo, da je pravljico, češ da ga je uporabil za baldahin pri Sv. Petru, dal razširiti med ljudstvom sam papež.
Berniniju je zaupal tudi izgradnjo Palazzo Barberini in drugih imenitnih rimskih stavb ter spomenikov. Urbanovi sorodniki so bili največji meceni umetnosti svojega časa; tako je bilo med njegovim papeževanjem ustvarjenih mnogo stavbarskih in drugih mojstrovin.
Za sveto leto 1625 Bernini ni uspel dokončati umetnine, ki bo pričevala o njegovi nadarjenosti, Neba nad veroizpovedjo in grobom svetega Petra: dela nove umetnosti, izvirne, nepredvidljive, navdušujoče. Štirje stebri rastejo kot neposredno iz zemlje, z izredno malimi podstavki in kot plameneči v vibo se dvigajo, prenašajoč svojo moč v uperjene zavojke. Nikakršnih obokov, nikakršnih tramov. Nič načelkov, nič kapitljev: popolnoma nov način, brez kakega predhodnega. Ta veličastna izvedba je bila tako lahkotna, da se je zdela neznatne teže in kot brez snovne vrednosti. Ne moremo pa si predstavljati, koliko brona so pogoltnile talilne peči, ki jih je noč in dan kuril Bernini. Ni zadoščala kovina pobrana po mestu, in so se morali zateči k bakrenemu orodju ter rabljenim žebljem. Nato so papeževi odposlanci nakupovali baker v Livornu in Benetkah. Premalo, zato so se lotili bakrenih reber Michelangelove kupole. Med svetim letom – zahvaljujoč papeževi oskrbi – niso imeli težav z nabavo hrane – toda papež in njegov priljubljeni kipar sta gladovala za bronom. Bruna, ki so pokrivala preddvor Panteona, so bila že iz rimskih časov opažena z bronom. Urban VIII. jih je dal sleči.

#### Barbari - Barberini
Najznamenitejšo paskvinato pa je izumil Rimski govoreči kip Paskvin proti papežu Urbanu VIII.-Barberiniju, katerega je ljudstvo dolžilo, da je odstranil bronaste okraske Panteona, da bi iz njih dal vliti baldahin pri Svetem Petru:
| Barbari – Barberini (latinsko)                   | Barbari - Barberini (italijansko)                                | Barbari - Barberini (slovensko)                        |
| ------------------------------------------------ | ---------------------------------------------------------------- | ------------------------------------------------------ |
| “Quod non fecerunt barbari, fecerunt Barberini”. | “Quello che non hanno fatto i barbari, hanno fatto i Barberini”. | “Česar niso napravili barbari, so naredili Barberini.” |

Ni pa dodal Pasquino, da je Bernini v zameno napravil biserna dela s pozlačenimi čebelami, ki so do dandanes kras in ponos Večnega mesta. 
V mestu Rimu so povzročile »blazne izgrede« - kot so govorili nasprotniki Berninija – njegove novogradnje kot Palazzo Barberini, Collegio di Propaganda fide, Chiesa di Santa Bibiana, Sant'Andrea al Quirinale, Fontana del Tritone, vodomet Barcaccia ter Fiumi na Piazzi Navoni; v Vatikanu pa Scala regia, Statua equestre di Constantino, Angioli del Ponte Sant'Angelo ter Colonnato na Trgu svetega Petra.
Nanj še danes spominjajo od njega ustanovljeni Palazzo, Bibliotheca in Galeria Barberini, ki so jih dokončali njegovi sorodniki-kardinali.

### Devet svetih let
Papež Urban VIII. je oznanil eno redno ter osem izrednih svetoletnih jubilejev.

#### Redno sveto leto
Redno sveto leto je potekalo leta 1625 po Kristusovem rojstvu in v spomin nanj. 
29. aprila 1624 je z bulo Omnes Gentes plaudite manibus napovedal 13. jubilejno sveto leto. Z bulo Pontificia sollicitudo je dovolil redovnikom v klavzuri, bolnikom in jetnikom, da lahko prejmejo odpustke, ne da bi se podali v Rim. Zaradi vojnega časa ni prišlo v Rim toliko romarjev kot navadno; toda pri odpiranju je bil navzoč poljski prestolonaslednik Vladislav, a pri zapiranju avstrijski nadvojvoda Leopold.
Sveta vrata je odprl popoldne na Sveti večer. Med jubilejem je poromalo v Rim okoli pol milijona romarjev – izredno število, če upoštevamo, da je potekalo sredi grozot Tridesetletne vojne (1618–1648), ki je divjala 21 let njegovega papeževanja. Papež je olajšal obisk sedmerih cerkva, zlasti zaradi divjanja kužnih bolezni, ko je zamenjal tiste zunaj obzidja (San Sebastiano, Sveti Pavel in San Lorenzo) z mestnimi cerkvami: Santa Maria del Popolo, Santa Maria in Trastevere in San Lorenzo in Lucina. Da bi odpravil nevšečnosti v zvezi s pridobivanjem odpustkov, je omogočil pridobivanje odpustkov vsakič, ko je romar opravil ponovno predpisane pobožne vaje. Ta praksa se je ohranila tudi pozneje - vse do Drugega vatikanskega koncila, ko je mogoče prejeti odpustke le enkrat na dan.

#### Izredna sveta leta
Urban VIII. je sklical izredna sveta leta iz različnih razlogov:
- 31. avgust 1627: za vernike Etiopije;
- 8. april 1628: za izprositev Božje pomoči katoliškemu svetu;
- 22. oktober 1629: za dosego Božje pomoči v katoliškem svetu;
- 15. december 1631: za potrebe Cerkve;
- 24. marec 1634: za odvrnitev nevarnosti, ki žugajo Cerkvi;
- 11. julij 1636: za izprositev Božje pomoči;
- 3. marec 1638: za dobitev miru na Italijanskem polotoku;
- 12. december 1643: za dosego miru nad Rimom.[34]

### Misijoni
Med svojim dolgim papeževanjem je Urban VIII. spodbujal misijonsko delo. Ustanavljal je škofije in vikarijate v različnih misijonskih področjih in utemeljil Zavod za pripravo misijonarjev Urbanianum. Ukinil je izključno pravico, ki so jo dobili jezuiti 1585 glede misijonarjenja po Kitajskem in Japonskem, ter je odprl te dežele za misijonarje vsem redovom. 
Razširil je Družbo za širjenje vere in ji podredil na novoustanovljeni Collegium Urbanum, ki ima še zmeraj v grbu njegove tri čebele. Ta zavod sprejema klerike, ki so pripravljeni žrtvovati svoje življenje za širjenje vere in oditi v misijone, kamor jih pošljejo.
Od tod so odhajali apostolski obiskovalci (vizitatorji), ki so onemogočali protikatoliško dejavnost kalvinstvu naklonjenega carigrajskega patriarha Lukarisa, ki se je nalezel kalvinizma med bivanjem v Ženevi. 
V Perziji je uspelo Urbanu naseliti karmeličane in urediti metropolijo v Iṣfahanu; v Bagdadu je ustanovil škofijo. Misijonarje je pošiljal v Burmo, kjer je 1624 zgrajena prva cerkev; na Moluke, Filipine in na Japonsko. 
1626 se je etiopski neguš Lusemyos spreobrnil na katolištvo, a že 1632 so ga prisilili k odstopu.

### Galilejev primer

#### Ptolomajski in Kopernikovski pogled na vesolje
V tistem času je večina vedežev zastopala geocentrični sistem. Po nepričakovanih odkritjih Kopernika, Keplerja – zlasti pa Galileja, so začeli v znanosti vedno bolj upoštevati heliocentrični sistem, ki ga je podpiralo Galilejevo opazovanje nebesnih pojavov z izpopolnjenim daljnogledom.
Galileo je razlagal heliocentrizem kot podmeno oziroma znanstveno metodo, po kateri je lažje razložil gibanje planetov in njihovih lun. Težave so nastale v znanstvenih krogih, ko ga je začel razlagati kot znanstveno dejstvo in se je spustil na bogoslovno področje kljub prijateljskim svarilom. 
1614 je bil prisiljen odgovoriti na obtožbo, da njegova nova veda nasprotuje nekaterim svetopisemskim navedkom. Zagovorniki dobesedne razlage so navajali navedek, ki govori, »da je sonce obstalo na svoji poti, po kateri je krožilo«; podobno se izraža stara zaveza še večkrat  v smislu, da se nebesna telesa gibljejo, zemlja pa stoji. Sicer je že sveti Avguštin opozarjal, da »sveto pismo nima namena učiti o potovanju sonca in meseca, ker nas ne želi napraviti za matematike, ampak za kristjane«. V tem duhu je tudi Galilei odsvetoval dobesedno razlago navedenih mest.

#### Zavezanost k molku in preklicu
Ko pa je prišel znanstvenik v Rim na obisk k Pavlu V., je papež izročil zadevo Svetemu oficiju, in kardinal Bellarmino je 1616 stopil na stran geocentrizma. Po srečanju z novim papežem Urbanom VIII. je Galilei smel heliocentrizem razlagati kot znanstveno podmeno, ne pa kot dokazano dejstvo, kar je za nekaj časa pomirilo duhove. V svojem delu Galilejev pogovor o dveh največjih svetovnih sestavih: Ptolomejskem in Kopernikovskem, ki je izšlo v Florenci 1632, pa je prekršil to prepoved. Še več: stari pogled je v knjigi zastopal Simplicio (Preprostež, Naivnež), v katerem je papež prepoznal samega sebe; zameril se je pa tudi jezuitom; to je privedlo do obsodbe 1633, ki je brez potrebe zasekala prepad med vero in vedo.
Papež Urban je najprej kazal podobno naklonjenost kot do Berninija tudi do svojega someščana in prijatelja Galileja, saj mu je posvetil celo svojo pesnitev; toda Galilei ni posedoval mehkobe in prilagodljivosti kiparja, in je končal s tem, da je prebudil v Urbanu VIII. oso Barberinijev. Poslanik, ki je zagovarjal Galilejev primer, je res pisal toskanskemu nadvojvodu, da je našel papeža in molta collera (hudo jeznega). Pozabil je tako na omikanost, ko je podprl to obsodbo k molku in preklicu kopernikanskega pogleda na vesolje, ki še danes teži rimsko Cerkev.
Leta 1633 je torej papež v Rim na zagovor poklical Galileja, ki se je moral po procesu javno odreči svojim »heretičnim heliocentričnim nazorom« in preživeti zadnja leta življenja v hišnem priporu. 

#### Rehabilitacija
Po 350 letih obsodbe Galileo Galileja na molk in preklic, je Cerkev napravila simboličen korak nazaj 31. oktobra 1992 v zgodovinskem posredovanju Janeza Pavla II. Cerkev je rehabilitirala Galileja in priznala, da »je bila pogreška njegova obsodba k molku.« Papež je dodal, da je bilo kaznovanje Galileja storjeno in bona fide (»v dobri veri«).
Vendar ni pošteno govorjenje o Galileju, češ da ga je »trpinčila Cerkev, ki je bila ljubosomna na svoje znanje«. Tudi Galilejevi sodniki imajo pravico, da jih sodimo pravično. Da bi razumeli Galilejev primer, moramo izhajati iz predpostavk njegovega časa. Gledati moramo dogodke z očmi njegovih sodobnikov. Nemogoče si je zamisliti, da bi bila sodba nad Galilejem čisto znanstveno vprašanje, saj so mu sodili ljudje, ki niso bili zmožni razmišljati drugače kot bogoslovno. Takrat se je širil protestantizem tudi s pomočjo nekatoliškega načela, da lahko vsak sam razlaga sveto pismo – brez cerkvenega vodstva – in v teh napetih okoliščinah je bila Galilejeva sicer pravilna razlaga – vendar razlaga enega laika – več kot sumljiva. Pa tudi Luter je zagovarjal mnenje, da je Zemlja središče vesolja.
Po celih 359 letih, 4 mescih in 9 dneh postaja Galileo Galilei ponovno »zakonit sin« katoliške Cerkve. Jutri (tj. 31. oktobra 1992) bo namreč Vatikan dokončno izbrisal zgodovinsko obsodbo k molku, ki jo je naložil pisanskemu vedežu 22. junija 1633 Sveti oficij, ki ga je tistihmal vodil kardinal Robert Belarmin. 
Poskusi rehabilitacije so obstajali tudi poprej. 
Cerkev ni nikoli razglasila kopernikanske teorije  za herezijo, niti ni objavila kakega odloka, ki bi jo lahko štel za nepopravljivo. 1741 je Benedikt XIV. dal Imprimatur za prvo izdajo celotnih Galilejevih del. 1757 je nova izdaja Indexa  dovoljevala pisanje, ki je podpiralo Kopernikovo teorijo.  Istega leta (1757) je Sveti oficij povrnil čast njegovi osebnosti s priznanjem, da znanstvene trditve, ki jih je zastopal, držijo. 
1820 je Pij VII. pooblastil objavo Settelovih zvezdoznanskih vaj, kanonika, ki je zagovarjal galilejski heliocentrizem. Sveti oficij je že takrat objavil odlok o končanem sporu med vero in znanostjo brez kakega hrupa. 

### Dela
- »Documenta Catholica Omnia« (v latinščini). Cooperatorum Veritatis Societas. Pridobljeno 6. decembra 2011.

1. Med svojim papeževanjem je sklical osem konzistorijev, med katerimi je imenoval kar 74 kardinalov. Med njimi so tudi sorodniki: nečaka Francesco Barberini in Antonio Barberini, brat Antonio Marcello Barberini ter svak Lorenzo Magalotti, pa tudi naslovni antiohijski patriarh Giovanni Battista Pamphili, ki je bil izvoljen za papeža 15. septembra 1644 in si privzel ime Inocenc X. .
2. Kanoniziral je več svetnikov, med njimi je Frančišek Ksaverij, Filip Neri, Alojzij Gonzaga in Ignacij Lojolski. K blaženim je 1626 prištel Marijo Magdaleno Paciško [49][50]
3. Začetki vojaške duhovne oskrbe segajo v leto 1551, ko je bil imenovan prvi vikar cesarske vojske. Navadno so bili vojaški vikarji hkrati tudi cesarjevi spovedniki. Papež Urban VIII. je leta 1643 spovedniku habsburšekga cesarja  Ferdinanda III. [51]s posebnim apostolskim pismom podelil škofovska pooblastila nad cesarsko vojsko, ki pa je urejala le vojni čas. [52]
4. 18. novembra 1626 je slovesno posvetil baziliko sv. Petra. Po njegovem naročilu je Bernini 1633 nad glavnim oltarjem v baziliki postavil bronast baldahin (=nebo). [53]
5. Razpustil je 1631 ustanovo angleških gospodičen. [54] 1609 jih je ustanovila Marija Ward, Urban VIII. pa je družbo razpustil 1631, s tem da smejo še naprej delati; naslednje leto je dovolil delovanje v Rimu s spremenjenimi pravili. Skrbele so zlasti za dekleta plemiških družin, ki so pred preganjanjem pobegnile iz Anglije.
6. Prepoved kajenja * Leta 1624 je z bulo prepovedal kajenje tobaka na svetih krajih; kršiteljem je grozilo izobčenje. [55] Benedikt XIII.  je ponovil prepoved stoletje pozneje. [56]

#### Janzenizem
Med njegovim pontifikatom je začelo delovati janzenistično gibanje. V zvezi s tem je izdal Urban VIII. bulo, s katero je obsodil knjigo Augustinus, ki jo je napisal Cornelius Jansen. To gibanje je vznemirjalo Cerkev skozi več rodov; učilo je skrajne poglede sv. Avguština (354-430) o milosti in predestinaciji.
Augustinus je bilo res obsežno delo. Po pripovedovanju samega Jansena je delal na njem skozi dvajset let in je prebral vse Avguštinove spise tridesetkrat. (Kolikeri od nas bi hoteli prebrati vse Avguštinove spise vsaj enkrat?) Jansena se je lotila bolezen in je umrl, ko je vendarle dokončal delo. To delo sta predložila z nenarejeno ponižnostjo papežu Urbanu VIII. dva njegova privrženca 1640.
6. marca 1641 je papež z bulo In eminenti Ecclesiae militantis obsodil janzenistično učenje - brez navedbe dela ali avtorja.
Glede te bule, ki je prepovedala Augustinus-a, se je razširila govorica, da ni prava, češ da papež izrečno ni obsodil niti enega stavka iz knjige, ampak da so to bulo prenaredili jezuitje ter jo podtaknili papežu; Jansen naj bi učil čisto nekaj drugega kot Bajus, ki ga je papež izrečno obsodil; njegova obsodba pa naj ne bi prizadela Jansena.

## Bolezen, smrt in spomin

### Prehrana papeža-pesnika
Na dobro jedačo in pijačo pri Urbanu VIII. živi spomin še danes v castelgandolfovskih jedilnikih z obroki, ki so jih nekdaj uživali ugledni papeški gostje. 
Kakor hitro je po izvolitvi za papeža ozdravel od mrzlice, je Urban odprl pot prirejanju takih mikavnih praznovanj, da je Rimljanom priklical v spomin lepe čase dveh drugih veseljaških papežev Florentincev: Leona X. in Klemena VII. Tako kot njegova predhodna someščana, je tudi Urban imel rad praznovanja in gostije, veselice in izbrana jedila. Te je začinjal s kolobarjem duhovnega uživanja z branjem svojih pesmi, ki jih je navdihoval slog velikih klasikov, kot so bili Pindar, Katul in Ovid, očiščenih od poganskih čutnih vsebin, ki so jih nadomeščale krščanske nravne spodbude. Obkrožali so ga prijatelji-pesniki, kot Chiabrera in Ciampoli. Našli so tudi slučajno zapisane spomine nekega upnika, ki natančno opisuje te pojedine. 
Ko so zapustili težečo poletno rimsko vročino, se je papež s svojim dvorom odpravil v Castel Gandolfo. Potovanje je trajalo dva dni s postanki, med katerimi so se osvežili z obilnim pitjem vina iz Castelov. Medtem so tja že prej prispeli gospodar, kuharji, služinčad, kletarji, peki, pisarji, miloščinar, pa tudi spovednik in osebni zdravnik, da bi bilo vse pripravljeno ob prihodu papeškega dvora. Njihov prihod je oznanilo zvonjenje vseh okoliških cerkva in pokanje možnarjev. Končno je prispela kočija s papežem, ki jo je vleklo šest konj, pred njo pa do zob oborožena švicarska garda. 
Jedilnik je bil bogat in raznolik, ter nikoli ni vseboval manj od desetih »riht«. Miza Urbana VIII. je bila miza plemiča starega porekla, ki je bil navajen na srebrne krožnike označene s čebelami (bivšimi obadi) rodbine, ki so bili pripravljeni sprejemati okusne predjedi: salame, fige, melone, maslo in čisto svežo skuto. Nato se je po toskanski navadi pojavila krepčilna juha iz kruha ali zelenjave z rižem, ali pomešana s svežimi jajci. Sledile so tople jedi, kopunovi vrati nadevani z raznimi omakami. Nato so prišli na vrsto kuhani kopuni v belem vinu, rezine salam in vrtna solata, pa tudi telečje prsi okrašene s svežimi cvetlicami. Ko je bilo končano kuhano meso, je prišla na vrsto pečenka, kokošja in telečja, poljnena z grenko pomarančo in limono. Z dobro belo torto so končavali kosilo. Sadje letnega časa s kosom sira je pomenilo konec obeda. 
Na vigilije in postne dneve je meso pomenila riba: najprej kuhana, nato na ražnju, končno ocvrta. Na ceni so bila tudi jajca: al piatto alla francese ali sperdute. Tudi kruh za Urbana VIII. je bil poseben, imenovan papalino: bel in mehek. Za druge je zadostoval basso in casereccio. To je bila zlata vsakdanjost pri mizi, kjer so nazdravljali z najboljšim doma pridelanim vinom. 
Morda je tudi prehrana prispevala svoj delež k arterosklerozi in visokemu krvnemu tlaku, ki sta mučila papeža zadnje desetletje njegovega življenja, ko je trpel in tudi umrl za možgansko kapjo.

### Bolezen in smrt
Urban VIII. si je s svojo strogostjo in samovoljnim ravnanjem nakopal mnogo nasprotnikov. Sodobniki so ga dolžili za nepotizem, poznejše obdobja pa za Galilejev primer. Res je oblekel nekaj sorodnikov v škrlat, ki pa jim zgodovina nima kaj očitati: enega je imenoval za kneza v Fanu, drugega v Palestrini; ker pa so glede tega nepotizma bile pritožbe vedno glasnejše, je zavoljo pomiritve svoje vesti pozval k sebi nekaj bogoslovcev, ki pa v tem niso videli krivičnega ravnanja. 
Mnogo dela, zlasti pa grozote Tridesetletne vojne in vojne za Castro - ki ni bila v interesu Cerkve, ampak njegovih sorodnikov - so mu povzročile dušne bolečine, ki so strle njegovo železno postavo. Zaradi hude bolezni so verjetno - zlasti v zadnjih letih življenja - praznili blagajno in vodili politiko v prid lastni rodbini njegovi sorodniki.
Zadnje desetletje življenja ga je namreč vse bolj mučila bolezen. To lahko sklepamo iz skopih poročil o raznih »nezgodah«, ki so se mu pripetile. Stanje papeževega zdravja je spadalo k arcana imperii ; slabše ko je bilo zdravstveno stanje vladarja, manj poročil je prihajalo v javnost. Šlo je za vrsto napadov kapi in mrtvoudov, ki jih je verjetno povzročalo poapnenje vratnih žil, ki ga je spremljal stalni visok krvni tlak.  Prva taka nezgoda se je pripetila že 1. aprila 1635, ko je Urban prisostvoval v kapeli dolgotrajnim petim obredom Cvetne nedelje, nakar je dokaj hitro okreval. V hujši obliki se mu je to pripetilo 27. aprila 1637, ko se je pripravljal na odhod v Castel Gandolfo, kamor so ga potem odnesli 5. maja, a opomogel si je šele avgusta. V naslednjih letih je bil vedno večkrat odsoten od verskih obredov in civilnih praznovanj. 22. junija 1639 je prvič vodil telovsko procesijo ne več peš, ampak na sedia gestatoria. Po 1639 ga opisujejo kot oslabelega od starosti, zgrbljenega, shujšanega - ponekdaj pa še vedno polnega izvirne čvrstine; njegove umske sposobnosti so ostale nedotaknjene. 
V usodnih stopnjah svoje bolezni ni bil sposoben opravljati niti najmanjših dolžnosti vladarja ali skrbeti za upravne zadeve; tako je že 1637 nečak Antonio včasih podpisoval v njegovem imenu apostolska pisma. Ostaja torej odprto vprašanje, če in v koliki meri je bil Urban osebno zaveden, odgovoren in delazmožen v zadnjih letih, zlasti pa še v zadnjih mesecih svojega življenja, glede na odločitve papeške vlade na vseh področjih. Konec 1643 je moral leči papež skoraj za stalno v posteljo; v javnosti se je pokazal le 27. marca 1644 ob priliki velikonočnega blagoslova, ki ga je podelil z okna Vatikanske palače. Junija se je njegovo stanje še poslabšalo in začel je drgetati, ker so ga pestile hude črevesne motnje. 
22. julija mu je podelil njegov spovednik, jezuit Luigi Albrizzi , sveto popotnico, nekaj dni pozneje bolniško maziljenje. 
Umrl je okrog sedmih v petek, 29. julija, 1644, v starosti 76 let. Novica o njegovi smrti je povzročila takojšen izbruh veselja in sovraštva. Rimska sodrga je poskušala razbiti Urbanov spomenik, Berninijevo delo, ki so ga hranili od 1640 v Kapitolskih muzejih; ko jim to ni uspelo, so razbili na drobne koščke njegov vzidani portret na dvoriščnem vrtu Rimskega zavoda. 
Po obdukciji, ki jo je opravil zdravnik Trullio brez posebnih ugotovitev, je bilo njegovo truplo tri dni izpostavljeno pri Sv. Petru in potem položeno v še ne dokončan grob v apsidi Bazilike svetega Petra. 

### Berninijev nagrobnik za Urbana VIII.
Kardinal Francesco Barberini je poskrbel za dostojen pogreb in spomenik. 
Še kot kardinal je Urban hotel imeti svoj grob v podedovani družinski kapeli Barberinijev v San Andrea della Valle. Ko pa je postal papež, je moralo priti drugače. Bernini je prejel naročilo, da naj pripravi za Urbana VIII. v Petrovi stolnici nagrobnik. Poldrugo desetletje po letu 1640 je morda najbolj plodovito obdobje Berninijeve življenjske poti. V to časovno razdobje pada 1628. začeto končno oblikovanje nagrobnika za Urbana VIII. pri Svetem Petru. S smrtjo papeža 1644 spomenik še ni bil dokončan, vendar so ga kljub temu položili v ta nedokončani grob. Grobna oprema je bila dokončana končno 1647.
V nišo postavljen stenski nagrobnik se s svojimi motivi naslanja na dogodke 16. stoletja: na dveh straneh sarkofaga stoji po en poosebljeni lik čednosti: Ljubezen (Caritas) in Pravičnost (Iustitia), najbolj zgoraj pa zavzema mesto upodobljena figura vladajočega papeža. Na nagrobniku sedi lik Smrti, ki zapisuje papeževo ime v knjigo večnega življenja. Ena od Berninijevih slikarskih novosti kaže na književnostno mešanje med nagrobnikom in spomenikom: blagoslov deleča, veličastna podoba prestolujočega lika spominja na značilnost na javnih trgih postavljenih papeževih častnih spomenikov. V snovi nagrobnika združuje bron in marmor postavljajoč ju v nežno nasprotje ter s simbolično vsebino odeva temnobarvne in belobarvne dele. Ves srednji del je sestavljen iz brona, ki ga deloma pokriva zlato: lik Smrti in papežev kip, ali tisti deli, ki so povezani s pokojnikom. V nasprotju z njimi pa označujeta iz belega marmorja napravljeni alegorični podobi Ljubezen in Pravičnost od gmotnega sveta neodvisna, odtegnjena pojma. Alegorična ženska lika s svojimi človeškimi, življenja polnimi gibi in mikavnimi čari tudi predstavljata nasprotje s papeževim kipom, ki se zdi, da s svojo mrko barvo, odrevenel, s pobožno držo - stoji zunaj zemeljskega življenja in časa.

#### Paskvin glede Urbanovega nagrobnika
Papež Urban je Berniniju že za življenja dal naročiti razkošen nagrobnik, sestavljen od raznobarvnega marmorja, zlata in brona. Ko je bil končan, je to zopet spodbudilo Rimski govoreči kip Paskvina  k zbadljivki: 
| Epitafo (italijanski izvirnik)                                              | Nagrobni napis (slovenski prevod)                                     |
| --------------------------------------------------------------------------- | --------------------------------------------------------------------- |
| Questo d'Urban si scriva al monumento: Ingrassò l'api e scorticò l'armento. | Glede Urbana se piše na spomeniku: Je odebelil čebele, pa odrl čredo. |

### Urban VIII. v književnosti
Urban VIII. je omenjen v Manzonijevem romanu Zaročenca (Promessi sposi): omenjen je kot papež, ki je vladal za časa opisanih dogodkov. 
On je tudi glavna osebnost v romanu La Strega Innamorata, ki ga je 1985 napisal Pasquale Festa Campanile; v njem se glavna junakinja, čarovnica Izidora, pomotoma zaljubi v pontifika, čemur sledi zgodba platonske ljubezni.

### Ocena
1. Bilo bi lahko, toda najbrž prenagljeno, dajanje pretežno odklonilne sodbo o papeževanju Urbana VIII., ki je bilo izredno dolgo in označeno s poraznim koncem. Od izredne množice arhivskih virov, ki bodo lahko razjasnili mnoge še neraziskane vidike in služili k boljšem pojasnilu tolikih vprašanj, ki so se jih zgodovinarji komaj dotaknili bolj po izbiri kot po načrtu, so docela uporabili doslej le delček in izdali od množice šele manjši del, ki se tiče predvsem diplomacije. Zgodovinske raziskave pa so se v zadnjem času raztegnile s politično-diplomatskega območja na cerkveno, vedno bolj pa tudi na področje zgodovine umetnosti (od stavbarstva do glasbe), na omiko na splošno, vključno z dvornim ceremonialom in z ustanovami. Zdi se pa, da je skoraj nemogoče strniti zaključke že opravljenih raziskav na vseh področjih: od bogoslužnega ali misijonskega prek blagajniškega do sodnega in prehrambenega. Mnoga umetniška dela so bila ustvarjena prav z velikodušno podporo Urbana in rodbine Barberini. Cerkvi je uspela na Češkem in Moravskem pospešena rekatolizacija. Isti papež, ki je zatrl napredne jezuitinje, je potrdil mnogo novih redovnih družb, kot so lazaristi 1632 in usmiljenke 1634 – obojne je ustanovil sveti Vinko Pavelski[73] ali red obiskanja BDM [74] ali bosonogi prenovljeni karmeličani 1631.
2. Kar se tiče političnega sveta, je težavno ugotoviti kakršenkoli daljnosežen Urbanov program, ki bi presegal namen varovanja, utrjevanja in krepitve Papeške države in preprečevanje porasta španske prevlade v Italiji. V obilnem dopisovanju Državnega tajništva je opaziti popolno neuvrščenost Apostolskega sedeža in papeževo trpljenje zaradi katoliških žrtev med tekočo vojno v Evropi. Papeževa navodila nuncijem se nanašajo na odnos do oseb, na posamezne politične ali vojaške dogodke in na dobro opisane cerkvene, disciplinske in pravne zadeve. Zaman bi iskali navodila, ki bi jih lahko povezovali s splošnim načrtom za sedanjost ali prihodnost Evrope, ki jo je kruta vojna versko razdelila in politično raztrgala na nasprotne strani. Urban je že od vsega začetka igral na karto zaupanja zmagoviti Franciji, čeprav je doživljal pri tem huda razočaranja. Tako je bilo glede skritega sodelovanja z Richelieujem v odločilnih letih 1628-32 Tridesetletne vojne, ki po eni strani ni ostalo skrito Habsburžanom, po drugi strani pa je moglo izpostaviti Papeško državo francoskemu izsiljevanju. Ko je 1642 postal kardinal Jules Mazarin prvi minister Francije – isti Giulio Mazzarino, ki je desetletje poprej bil steber tajne papeške diplomacije, ter je vse predobro poznal tudi njene slabosti. Do španskega sveta je Urban gojil očitno nepremagljivo nezaupanje, a nemški svet mu je ostal skoraj popolnoma tuj.
3. Navsezadnje – prevlado političnega stremljenja nad verskim in prevlado videza nad bistvom, ki jo je podpirala baročna omika, je dobro povzel kritični Urbanov sodobnik z besedami: "Princeps potius videri voluit quam pontifex, rector quam pastor" [75] [76]
4. Zadnja leta papeževanja so bila porazna. Ne ve se, ali je stvarno on vladal in prinašal najpomembnejše odločitve, ali pa je morebiti postal tako nezmožen, da je moral prepustiti drugim vajeti poveljevanja. V vsakem primeru lahko zatrdimo, da je prevladoval v njegovem pontifikatu politični interes nad verskim, videz nad bistvom, kar je tako značilna lastnost baročne kulture, katero je izvrstno prestavljal. [77]
5. V tridesetletni vojni je zavzel zelo sporno stališče. V začetku je z vsemi sredstvi podpiral katoliško-cesarsko stranko, nič pa ni storil, ko se je francoski prvi minister kardinal Richelieu povezal s protestantskim švedskim kraljem Gustavom Adolfom. Posledica te zveze je bila, da so precejšnji deli nemškega cesarstva prestopili v protestantizem. Urban se je zanašal na obljubo švedskega kralja, da bo v osvojenih deželah ohranil katoliško vero, vendar kralj ni držal besede. Papež je formalno hotel ostati v tej vojni nevtralen, dejansko pa je to pomenilo podporo Franciji in prineslo veliko škodo katolicizmu v Nemčiji. Zadnja leta svojega pontifikata si je Urban prizadeval, da bi vojskujoče se strani sklenile mir, pa ni žel uspeha. Tudi v svojih nastopih proti galikanizmu in janzenizmu ni imel srečne roke. Hudo je podlegel nepotizmu. Na njegov pontifikát meče senco tudi obsodba Galileja. [78]
6. Kot papež je bil francosko usmerjen in se odvrnil od politike svojega predhodnika Gregorja XV.. Pri tem je storil več napak in doživel precej neuspehov: ustavil je denarno podporo cesarju in Sveti ligi - kar je opravičeval tudi s prazno blagajno; polomijo je doživelo Barberinijevo poslanstvo 1625 v Španiji in Franciji; v mantovski nasledstveni vojni si je prizadeval oslabiti Habsburžane, doseči politično ravnovesje v Italiji in posredno podpirati Francijo; sprejel je 1629 francosko-angleški mir kakor tudi 1631 francosko-švedsko zvezo kljub protestom Španije; njegov poskus, da bi 1632 privolil katoliške kneze k miru, je propadel… Izredno usodne posledice za odnose med Cerkvijo in sodobnim znanstvenim svetom je imela disciplinska Galilejeva obsodba. [79]
7. Katoliška enciklopedija meni, da je težavno napraviti pravilno sodbo o Urbanu VIII. Celo če upoštevamo, da je vprašljivo njegovo denarništvo in nekatere odločitve v evropski politiki, je bilo njegovo zasebno življenje več kot brezgrajno; zdi se, da je bilo skupno dobro Cerkve glavno prizadevanje njegovih papeških naporov. [27]
8. Urban VIII., prepričani podpornik najvišje cerkve oblasti, se je pokazal ljubosumnega tudi glede na svoj osebni ugled. Izvedel je številne reforme znotraj cerkvene hierarhije ter se trudil za večjo moč inkvizicije. 1631 je pripojil Papeški državi Vojvodino Urbino . Bil je človek, ki je ljubil blesk in velik mecen, izobražen humanist, nazvan atiška čebela .[80] [81]  V njegovem času je bil Rim obogatem s pomemnimi umetninami. Uresničeval je tridentinske odloke; od kardinalov in škofov je zahteval, da bivajo v svoji škofiji; določil je pravila pri beatifikaciji in kanonizaciji (poblaženju in posvéčenju) in jih pogosto sam izvajal. Njegova zunanja politika je doživljala neuspehe, medtem ko je bila italijanska politika uspešnejša – večkrat v prid sorodnikov. Okrepil je oborožitev, utrdbe, orožarne, vendar je to imelo za posledico, da je temeljito izpraznil papeško blagajno. [82]

#### Lilium et rosa
Malahijeva prerokba pravi o njem, da je lilija in vrtnica. (latinsko Lilium et rosa.; angleško Lily and rose.). To geslo poskušajo povezati s čebelami na njegovem grbu, saj čebele gredo na rože nabirat med; pa na lilijin cvet njegovih rodnih Firenc, ali pa z njegovim bivanjem v Franciji (lilija) in Angliji (vrtnica).

### Rodovnik rodbine Barberini
Rodovnik Barberinijev v 16. in 17. stoletju; vsakokratni dediči so označeni z rdeče pobarvanim pravokotnikom.
|  |  |                              |                              |                              |                              |                              |                              |                    |                    |                    |                    |                   |                   |                             |                             |                             |                             |                             |                             |                    |                    |                      |                      |                      |                      |                      |                      |                      |                      |                               |                               |                               |                               |                               |                               |                              |                              |                                |                                |                                |                                |                                |                                |                              |                              |                              |                              |                              |                              |                            |                            |                            |                            |                   |                   |                  |                  |  |  |  |  |  |  |  |  |  |  |  |  |
|  |  |                              |                              |                              |                              |                              |                              |                    |                    |                    |                    |                   |                   |                             |                             |                             |                             |                             |                             |                    |                    |                      |                      |                      |                      |                      |                      |                      |                      |                               |                               |                               |                               |                               |                               |                              |                              |                                |                                |                                |                                |                                |                                |                              |                              |                              |                              |                              |                              |                            |                            |                            |                            |                   |                   |                  |                  |  |  |  |  |  |  |  |  |  |  |  |  |
|  |  |                              |                              |                              |                              |                              |                              |                    |                    |                    |                    |                   |                   | Carlo Barberini (born 1488) | Carlo Barberini (born 1488) | Carlo Barberini (born 1488) | Carlo Barberini (born 1488) | Carlo Barberini (born 1488) | Carlo Barberini (born 1488) |                    |                    | Cassandra del Branca | Cassandra del Branca | Cassandra del Branca | Cassandra del Branca | Cassandra del Branca | Cassandra del Branca |                      |                      | Antonio Barberini (born 1494) | Antonio Barberini (born 1494) | Antonio Barberini (born 1494) | Antonio Barberini (born 1494) | Antonio Barberini (born 1494) | Antonio Barberini (born 1494) |                              |                              |                                |                                |                                |                                |                                |                                |                              |                              |                              |                              |                              |                              |                            |                            |                            |                            |                   |                   |                  |                  |  |  |  |  |  |  |  |  |  |  |  |  |
|  |  |                              |                              |                              |                              |                              |                              |                    |                    |                    |                    |                   |                   | Carlo Barberini (born 1488) | Carlo Barberini (born 1488) | Carlo Barberini (born 1488) | Carlo Barberini (born 1488) | Carlo Barberini (born 1488) | Carlo Barberini (born 1488) |                    |                    | Cassandra del Branca | Cassandra del Branca | Cassandra del Branca | Cassandra del Branca | Cassandra del Branca | Cassandra del Branca |                      |                      | Antonio Barberini (born 1494) | Antonio Barberini (born 1494) | Antonio Barberini (born 1494) | Antonio Barberini (born 1494) | Antonio Barberini (born 1494) | Antonio Barberini (born 1494) |                              |                              |                                |                                |                                |                                |                                |                                |                              |                              |                              |                              |                              |                              |                            |                            |                            |                            |                   |                   |                  |                  |  |  |  |  |  |  |  |  |  |  |  |  |
|  |  |                              |                              |                              |                              |                              |                              |                    |                    |                    |                    |                   |                   |                             |                             |                             |                             |                             |                             |                    |                    |                      |                      |                      |                      |                      |                      |                      |                      |                               |                               |                               |                               |                               |                               |                              |                              |                                |                                |                                |                                |                                |                                |                              |                              |                              |                              |                              |                              |                            |                            |                            |                            |                   |                   |                  |                  |  |  |  |  |  |  |  |  |  |  |  |  |
|  |  |                              |                              |                              |                              |                              |                              |                    |                    |                    |                    |                   |                   |                             |                             |                             |                             |                             |                             |                    |                    |                      |                      |                      |                      |                      |                      |                      |                      |                               |                               |                               |                               |                               |                               |                              |                              |                                |                                |                                |                                |                                |                                |                              |                              |                              |                              |                              |                              |                            |                            |                            |                            |                   |                   |                  |                  |  |  |  |  |  |  |  |  |  |  |  |  |
|  |  |                              |                              |                              |                              |                              |                              |                    |                    |                    |                    |                   |                   | Francesco Barberini         | Francesco Barberini         | Francesco Barberini         | Francesco Barberini         | Francesco Barberini         | Francesco Barberini         |                    |                    | Antonio Barberini    | Antonio Barberini    | Antonio Barberini    | Antonio Barberini    | Antonio Barberini    | Antonio Barberini    |                      |                      | Camilla Barbadori             | Camilla Barbadori             | Camilla Barbadori             | Camilla Barbadori             | Camilla Barbadori             | Camilla Barbadori             |                              |                              |                                |                                |                                |                                |                                |                                |                              |                              |                              |                              |                              |                              |                            |                            |                            |                            |                   |                   |                  |                  |  |  |  |  |  |  |  |  |  |  |  |  |
|  |  |                              |                              |                              |                              |                              |                              |                    |                    |                    |                    |                   |                   | Francesco Barberini         | Francesco Barberini         | Francesco Barberini         | Francesco Barberini         | Francesco Barberini         | Francesco Barberini         |                    |                    | Antonio Barberini    | Antonio Barberini    | Antonio Barberini    | Antonio Barberini    | Antonio Barberini    | Antonio Barberini    |                      |                      | Camilla Barbadori             | Camilla Barbadori             | Camilla Barbadori             | Camilla Barbadori             | Camilla Barbadori             | Camilla Barbadori             |                              |                              |                                |                                |                                |                                |                                |                                |                              |                              |                              |                              |                              |                              |                            |                            |                            |                            |                   |                   |                  |                  |  |  |  |  |  |  |  |  |  |  |  |  |
|  |  |                              |                              |                              |                              |                              |                              |                    |                    |                    |                    |                   |                   |                             |                             |                             |                             |                             |                             |                    |                    |                      |                      |                      |                      |                      |                      |                      |                      |                               |                               |                               |                               |                               |                               |                              |                              |                                |                                |                                |                                |                                |                                |                              |                              |                              |                              |                              |                              |                            |                            |                            |                            |                   |                   |                  |                  |  |  |  |  |  |  |  |  |  |  |  |  |
|  |  |                              |                              |                              |                              |                              |                              |                    |                    |                    |                    |                   |                   |                             |                             |                             |                             |                             |                             |                    |                    |                      |                      |                      |                      |                      |                      |                      |                      |                               |                               |                               |                               |                               |                               |                              |                              |                                |                                |                                |                                |                                |                                |                              |                              |                              |                              |                              |                              |                            |                            |                            |                            |                   |                   |                  |                  |  |  |  |  |  |  |  |  |  |  |  |  |
|  |  |                              |                              |                              |                              |                              |                              | Carlo Barberini    | Carlo Barberini    | Carlo Barberini    | Carlo Barberini    | Carlo Barberini   | Carlo Barberini   |                             |                             | Costanza Magalotti          | Costanza Magalotti          | Costanza Magalotti          | Costanza Magalotti          | Costanza Magalotti | Costanza Magalotti |                      |                      | Alessandro Barberini | Alessandro Barberini | Alessandro Barberini | Alessandro Barberini | Alessandro Barberini | Alessandro Barberini |                               |                               | Niccolo Barberini             | Niccolo Barberini             | Niccolo Barberini             | Niccolo Barberini             | Niccolo Barberini            | Niccolo Barberini            |                                |                                | Papež Urban VIII.              | Papež Urban VIII.              | Papež Urban VIII.              | Papež Urban VIII.              | Papež Urban VIII.            | Papež Urban VIII.            |                              |                              | Antonio Marcello Barberini   | Antonio Marcello Barberini   | Antonio Marcello Barberini | Antonio Marcello Barberini | Antonio Marcello Barberini | Antonio Marcello Barberini |                   |                   |                  |                  |  |  |  |  |  |  |  |  |  |  |  |  |
|  |  |                              |                              |                              |                              |                              |                              | Carlo Barberini    | Carlo Barberini    | Carlo Barberini    | Carlo Barberini    | Carlo Barberini   | Carlo Barberini   |                             |                             | Costanza Magalotti          | Costanza Magalotti          | Costanza Magalotti          | Costanza Magalotti          | Costanza Magalotti | Costanza Magalotti |                      |                      | Alessandro Barberini | Alessandro Barberini | Alessandro Barberini | Alessandro Barberini | Alessandro Barberini | Alessandro Barberini |                               |                               | Niccolo Barberini             | Niccolo Barberini             | Niccolo Barberini             | Niccolo Barberini             | Niccolo Barberini            | Niccolo Barberini            |                                |                                | Papež Urban VIII.              | Papež Urban VIII.              | Papež Urban VIII.              | Papež Urban VIII.              | Papež Urban VIII.            | Papež Urban VIII.            |                              |                              | Antonio Marcello Barberini   | Antonio Marcello Barberini   | Antonio Marcello Barberini | Antonio Marcello Barberini | Antonio Marcello Barberini | Antonio Marcello Barberini |                   |                   |                  |                  |  |  |  |  |  |  |  |  |  |  |  |  |
|  |  |                              |                              |                              |                              |                              |                              |                    |                    |                    |                    |                   |                   |                             |                             |                             |                             |                             |                             |                    |                    |                      |                      |                      |                      |                      |                      |                      |                      |                               |                               |                               |                               |                               |                               |                              |                              |                                |                                |                                |                                |                                |                                |                              |                              |                              |                              |                              |                              |                            |                            |                            |                            |                   |                   |                  |                  |  |  |  |  |  |  |  |  |  |  |  |  |
|  |  |                              |                              |                              |                              |                              |                              |                    |                    |                    |                    |                   |                   |                             |                             |                             |                             |                             |                             |                    |                    |                      |                      |                      |                      |                      |                      |                      |                      |                               |                               |                               |                               |                               |                               |                              |                              |                                |                                |                                |                                |                                |                                |                              |                              |                              |                              |                              |                              |                            |                            |                            |                            |                   |                   |                  |                  |  |  |  |  |  |  |  |  |  |  |  |  |
|  |  | Francesco Barberini (senior) | Francesco Barberini (senior) | Francesco Barberini (senior) | Francesco Barberini (senior) | Francesco Barberini (senior) | Francesco Barberini (senior) |                    |                    | Camilla Barberini  | Camilla Barberini  | Camilla Barberini | Camilla Barberini | Camilla Barberini           | Camilla Barberini           |                             |                             | Maria Barberini             | Maria Barberini             | Maria Barberini    | Maria Barberini    | Maria Barberini      | Maria Barberini      |                      |                      | Taddeo Barberini     | Taddeo Barberini     | Taddeo Barberini     | Taddeo Barberini     | Taddeo Barberini              | Taddeo Barberini              |                               |                               | Anna Colonna                  | Anna Colonna                  | Anna Colonna                 | Anna Colonna                 | Anna Colonna                   | Anna Colonna                   |                                |                                | Clarice Barberini              | Clarice Barberini              | Clarice Barberini            | Clarice Barberini            | Clarice Barberini            | Clarice Barberini            |                              |                              | Antonio Barberini          | Antonio Barberini          | Antonio Barberini          | Antonio Barberini          | Antonio Barberini | Antonio Barberini |                  |                  |  |  |  |  |  |  |  |  |  |  |  |  |
|  |  | Francesco Barberini (senior) | Francesco Barberini (senior) | Francesco Barberini (senior) | Francesco Barberini (senior) | Francesco Barberini (senior) | Francesco Barberini (senior) |                    |                    | Camilla Barberini  | Camilla Barberini  | Camilla Barberini | Camilla Barberini | Camilla Barberini           | Camilla Barberini           |                             |                             | Maria Barberini             | Maria Barberini             | Maria Barberini    | Maria Barberini    | Maria Barberini      | Maria Barberini      |                      |                      | Taddeo Barberini     | Taddeo Barberini     | Taddeo Barberini     | Taddeo Barberini     | Taddeo Barberini              | Taddeo Barberini              |                               |                               | Anna Colonna                  | Anna Colonna                  | Anna Colonna                 | Anna Colonna                 | Anna Colonna                   | Anna Colonna                   |                                |                                | Clarice Barberini              | Clarice Barberini              | Clarice Barberini            | Clarice Barberini            | Clarice Barberini            | Clarice Barberini            |                              |                              | Antonio Barberini          | Antonio Barberini          | Antonio Barberini          | Antonio Barberini          | Antonio Barberini | Antonio Barberini |                  |                  |  |  |  |  |  |  |  |  |  |  |  |  |
|  |  |                              |                              |                              |                              |                              |                              |                    |                    |                    |                    |                   |                   |                             |                             |                             |                             |                             |                             |                    |                    |                      |                      |                      |                      |                      |                      |                      |                      |                               |                               |                               |                               |                               |                               |                              |                              |                                |                                |                                |                                |                                |                                |                              |                              |                              |                              |                              |                              |                            |                            |                            |                            |                   |                   |                  |                  |  |  |  |  |  |  |  |  |  |  |  |  |
|  |  |                              |                              |                              |                              |                              |                              |                    |                    |                    |                    |                   |                   |                             |                             |                             |                             |                             |                             |                    |                    |                      |                      |                      |                      |                      |                      |                      |                      |                               |                               |                               |                               |                               |                               |                              |                              |                                |                                |                                |                                |                                |                                |                              |                              |                              |                              |                              |                              |                            |                            |                            |                            |                   |                   |                  |                  |  |  |  |  |  |  |  |  |  |  |  |  |
|  |  |                              |                              |                              |                              | Francesco I d'Este           | Francesco I d'Este           | Francesco I d'Este | Francesco I d'Este | Francesco I d'Este | Francesco I d'Este |                   |                   | Lucrezia Barberini          | Lucrezia Barberini          | Lucrezia Barberini          | Lucrezia Barberini          | Lucrezia Barberini          | Lucrezia Barberini          |                    |                    | Carlo Barberini      | Carlo Barberini      | Carlo Barberini      | Carlo Barberini      | Carlo Barberini      | Carlo Barberini      |                      |                      | Maffeo Barberini              | Maffeo Barberini              | Maffeo Barberini              | Maffeo Barberini              | Maffeo Barberini              | Maffeo Barberini              |                              |                              | Olimpia Giustiniani (Pamphili) | Olimpia Giustiniani (Pamphili) | Olimpia Giustiniani (Pamphili) | Olimpia Giustiniani (Pamphili) | Olimpia Giustiniani (Pamphili) | Olimpia Giustiniani (Pamphili) |                              |                              |                              |                              |                              |                              |                            |                            |                            |                            |                   |                   |                  |                  |  |  |  |  |  |  |  |  |  |  |  |  |
|  |  |                              |                              |                              |                              | Francesco I d'Este           | Francesco I d'Este           | Francesco I d'Este | Francesco I d'Este | Francesco I d'Este | Francesco I d'Este |                   |                   | Lucrezia Barberini          | Lucrezia Barberini          | Lucrezia Barberini          | Lucrezia Barberini          | Lucrezia Barberini          | Lucrezia Barberini          |                    |                    | Carlo Barberini      | Carlo Barberini      | Carlo Barberini      | Carlo Barberini      | Carlo Barberini      | Carlo Barberini      |                      |                      | Maffeo Barberini              | Maffeo Barberini              | Maffeo Barberini              | Maffeo Barberini              | Maffeo Barberini              | Maffeo Barberini              |                              |                              | Olimpia Giustiniani (Pamphili) | Olimpia Giustiniani (Pamphili) | Olimpia Giustiniani (Pamphili) | Olimpia Giustiniani (Pamphili) | Olimpia Giustiniani (Pamphili) | Olimpia Giustiniani (Pamphili) |                              |                              |                              |                              |                              |                              |                            |                            |                            |                            |                   |                   |                  |                  |  |  |  |  |  |  |  |  |  |  |  |  |
|  |  |                              |                              |                              |                              |                              |                              |                    |                    |                    |                    |                   |                   |                             |                             |                             |                             |                             |                             |                    |                    |                      |                      |                      |                      |                      |                      |                      |                      |                               |                               |                               |                               |                               |                               |                              |                              |                                |                                |                                |                                |                                |                                |                              |                              |                              |                              |                              |                              |                            |                            |                            |                            |                   |                   |                  |                  |  |  |  |  |  |  |  |  |  |  |  |  |
|  |  |                              |                              |                              |                              |                              |                              |                    |                    |                    |                    |                   |                   |                             |                             |                             |                             |                             |                             |                    |                    |                      |                      |                      |                      |                      |                      |                      |                      |                               |                               |                               |                               |                               |                               |                              |                              |                                |                                |                                |                                |                                |                                |                              |                              |                              |                              |                              |                              |                            |                            |                            |                            |                   |                   |                  |                  |  |  |  |  |  |  |  |  |  |  |  |  |
|  |  |                              |                              |                              |                              |                              |                              |                    |                    | Rinaldo d'Este     | Rinaldo d'Este     | Rinaldo d'Este    | Rinaldo d'Este    | Rinaldo d'Este              | Rinaldo d'Este              |                             |                             |                             |                             | Costanza Barberini | Costanza Barberini | Costanza Barberini   | Costanza Barberini   | Costanza Barberini   | Costanza Barberini   |                      |                      | Camilla Barberini    | Camilla Barberini    | Camilla Barberini             | Camilla Barberini             | Camilla Barberini             | Camilla Barberini             |                               |                               | Francesco Barberini (junior) | Francesco Barberini (junior) | Francesco Barberini (junior)   | Francesco Barberini (junior)   | Francesco Barberini (junior)   | Francesco Barberini (junior)   |                                |                                | Urbano Barberini (1664–1722) | Urbano Barberini (1664–1722) | Urbano Barberini (1664–1722) | Urbano Barberini (1664–1722) | Urbano Barberini (1664–1722) | Urbano Barberini (1664–1722) |                            |                            | Taddeo Barberini           | Taddeo Barberini           | Taddeo Barberini  | Taddeo Barberini  | Taddeo Barberini | Taddeo Barberini |  |  |  |  |  |  |  |  |  |  |  |  |

### Papež Urban VIII.
(angleško)
- Catholic Online: Pope Urban VIII
- Urban VIII POPE WRITTEN BY: The Editors of Encyclopaedia Britannica
- New World Encyclopedia
- The Galileo Project > Pope Urban VIII
- Ott, M. (1912). Pope Urban VIII. In The Catholic Encyclopedia. New York: Robert Appleton Company. Retrieved September 28, 2018 from New Advent
- Rome art lover. Rome in the Footsteps of an XVIIIth Century Traveller: The Bees and the Sun
- Encyclopedia.com Urban VIII (Pope) (Maffeo Barberini; 1568–1644; Reigned 1623–1644)
- Papal artifacts: Pope Urban VIII
- TAG: URBANO VIII POSTED ON10/06/2017 The Restoration of “Fontana delle Api” (Fountain of the Bees)
- What is Jansenism? Arhivirano 2018-11-03 na Wayback Machine.

(nemško)
- Der Papst zieht aus: Residenz in Castel Gandolfo wird Museum   14.10.2016 um 15:37  (ApA)
- Diplomarbeit: „Die Bauherren des Palazzo Barberini“ Verfasserin: Sarah Aistleitner Wien, im Juni 2008 Arhivirano 2018-11-22 na Wayback Machine.

(francosko)
- Compilhistoire: Urbain VIII Auteur : Jean-Paul Coudeyrette

(hrvaško)
- Hrvatska enciklopedija: Urban VIII
- Hrčak: Papa Urban VIII.

(italijansko)
- Cathopedial: Papa Urbano VIII
- Il Forchettiere: Storie e personaggi gennaio 10, 2016* La tavola di papa Urbano viii, il pontefice del record dei nove giubilei
- Histouring: Barberini Maffeo (Papa Urbano VIII)
- Enciclopedia Italiana
- Dizionario di Storia
- Enciclopedia Online
- Enciclopedia dei Papi

(špansko)
- Ec: Papa Urbano VIII Fuente: Ott, Michael. "Pope Urban VIII." The Catholic Encyclopedia. Vol. 15. New York: Robert Appleton Company, 1912. <http://www.newadvent.org/cathen/15218b.htm>.

(portugalsko)
- MAFFEO BARBERINI, URBANO VIII, OU O PAPA POETA CARLOTA MIRANDA URBANO Universidade de Coimbra

### Berninijev nagrobnik za Urbana VIII.
(angleško)
- Trip Advisor 2018: Tomb of Urban VIII, Vatican City
- Tomb of Pope Urban VIII, Bernini's Art Sculpture Decoration Seemed as He was Almost Living.

(italijansko)
- Necroturismo: Monumenti funerari, ufo e la tomba di Gian Lorenzo Bernini
- Arte: Monumento Funebre di Urbano VIII Barberini Vaticano, Prati
- Monumento sepolcrale di Urbano VIII Vaticano, Prati
- Thais: Bernini Gian Lorenzo: Monumento sepolcrale di Urbano VIII

(madžarsko)
- Róma Közösségi Oldal Szent Péter bazilika kupolája Copyright Network.hu
- Utazom: A Szent Péter bazilika és a Szent Péter tere
- Sulinet VIII. Orbán síremléke

(nemško)
- Biografische Daten: Papst Urban VIII. Vatican history

### Primer Galilei
(slovensko)
- Papež Janez Pavel II.: Okrožnica »Vera in razum« Družina, Ljubljana 1999
- Matjaž Vesel: Filozofski vestnik | Letnik XXX | Številka 1 | 2009 | 21-45 Galilei proti kardinalu Bellarminu: zagovor astronomsko-filozofskega programa
- Marijan Prosen: Papež in Galilei. Kranj – Zlato Polje. 18. 11. 2016
- Galileo: Življenjepis Powered by Jaomla Arhivirano 2018-11-25 na Wayback Machine.
- Andrej Ule: Kdaj je »kopernikanska« revolucija postala znanstvena revolucija?
- Prebudite se! | Junij 2015 Portreti iz preteklosti: Galileo

(angleško)
- The Case of Galileo Gailei By Rev. Fr. Gabriel Lavery, CMRI
- The Galileo affair: a sociological investigation into religious conflict by R. John Kinkel Arhivirano 2017-04-18 na Wayback Machine.
- Galileo and the Inquisition by Galileo project
- EWTN by George Sims Johnston: The Galileo Affair
- February 2016: 400 Years Ago the Catholic Church Prohibited Copernicanism By Maurice A. Finocchiaro
- Galileo and the Inquisition Special To The M.C.L. The Catholic News – Diecese of Singapoore Arhivirano 2018-06-29 na Wayback Machine.
- The Galileo Affair How do we sort out truth from legend? Matthew Bunson The Catholic Answer Arhivirano 2018-06-28 na Wayback Machine.
- Douglas O. Linder: The Trial of Galileo
- After 350 Years, Vatican Says Galileo Was Right: It Moves By ALAN COWELL New York Times Published: October 31, 1992 Arhivirano 2018-07-26 na Wayback Machine.
- GEORGE SIM JOHNSTON: The Galileo affair is the one stock argument used to show that science and Catholic dogma are antagonistic.
- The Galileo Controversy. Galileo's Punishment
- Catholic Answers: The Galileo Controversy
- Jose Wudka: Galileo and the Inquisition Arhivirano 2018-07-09 na Wayback Machine.

(nemško)
- Lebenslänglich für Galilei. Kopernikus verboten. Wie bewegt sich die Erde?...

(italijansko)
- Accadde oggi: il 31 ottobre del 1992 la Chiesa riabilita Galileo Galilei: “fu un errore condannarlo al silenzio” A cura di Lorenzo Pasqualini
- Discorso di Giovanni Paolo II ai partecipanti alla sessione plenaria della Pontificia accademia delle scienze Sabato, 31 ottobre 1992
- Papa Giovanni Paolo II chiede il perdono per i peccati della Chiesa 13. mar. 2013 (vidnik) FACEBOOK - https://www.facebook.com/azione.prometeo BLOG - http://azioneprometeo.wordpress.com
- Il Papa riabilita Galilei
- Giovanni Paolo II e Galileo Galilei (italijansko-angleško) Giuseppe Tanzella-Nitti
- Orazio la Rocca 30 ottobre 1992 Il Vaticano cancella la condanna di Galileo
- Pubblicato il 1 maggio 2016 di Roberto Caione Astronomiasite San Giovanni Paolo II e Galileo Galilei
- Giovanni Paolo II e la scienza 25 febbraio 2005 Di AA.VV. Fonte: Città Nuova
- AdnKronos Archivio . AdnAgenzia . 2000 . 08 . 23 Galileo: La condanna del papa? Colpa dei protestanti Lo storico di Wojtyla, pieta' per i suoi accusatori
- Corriere della Sera primavera bruciata Galileo e Caravaggio, stesso destino: Con papa Urbano VIII l’illusione di una libertà antidogmatica diFrancesca Bonazzoli

| Nazivi Rimskokatoliške cerkve | Nazivi Rimskokatoliške cerkve | Nazivi Rimskokatoliške cerkve |
| ----------------------------- | ----------------------------- | ----------------------------- |
| Predhodnik: Gregor XV.        | Papež 1623–44                 | Naslednik: Inocenc X.         |